# دهه ۱۲۸۰ (پیش از میلاد)
دهه ۱۲۸۰ (پیش از میلاد) صد و بیست و هشتمین دهه قبل از مبدا شروع تقویم میلادی است.